# 野田寒岳

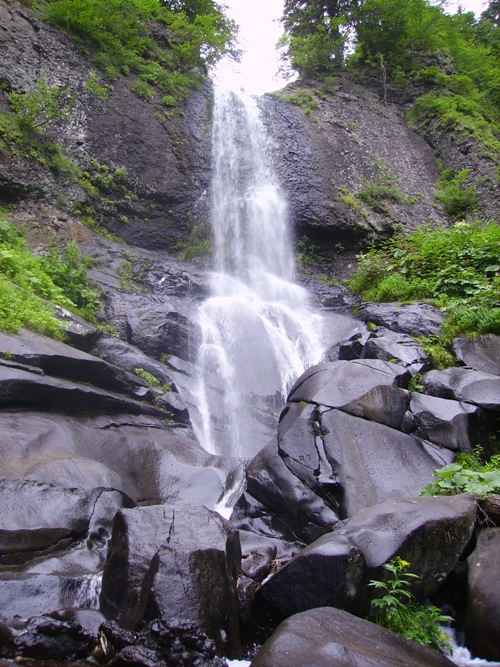
山中の滝

野田寒岳（のださむたけ）は、樺太島の西海岸にある山である。
当該地域の領有権に関しては樺太を参照の事。

## 概要
- 真岡郡野田町と泊居郡泊居町に跨っていた。標高は1027m。
- 樺太の高山植物の全てがあったといわれている。
- 野田寒岳高山植物帯は樺太の天然記念物であった。